# Трибоніан
Трибоніан (*Tribonianus, 500 —†547) — державний службовець та правник Візантійської імперії.

## Життєпис
Народився у 500 році у Памфилії. Замолоду перебрався до Рима. Незабаром увійшов до почту імператора Юстиніана I, ставши одним з його радників. У 528 році був призначений головою комісії з підготовки нового кодексу. Робота тривала до 529 року, коли було видано Corpus iuris civilis. У 530 році отримує посаду квестора священного палацу. Того ж року Трибоніан отримує завдання продовжити роботу з упорядкуванням законів й правових норм. Крім того Трибоніан займався компіляцією коментарів давньоримських адвокатів й правників. На деякий час праця була перервана повстанням Ніка 532 року. Його очільники вимагали відставки та страти Трибоніана за його користолюсбво. Юстиніан I зняв Трибоніана з посади квестора, призначивши очільником служб (magister officiorum).
Після придушення повстання роботу Трибоніана було продовжено до 533 року, коли вийшли Дігеста (або Пандекта). 21 січня того ж року Трибоніан видав офіційний підручник з римського права. Остаточно Дігеста з додатками вийшла у 534 році. У 535 році Триброніана відновлено на посаді квестора священного палацу, яку він займав до самої смерті у 547 році. Також був призначений почесним консулом. Згідно з Прокопієм Кесарійським помер від пиятики.

## Правництво
Трибоніан обробив багато матеріалів, численну правничу літературу, закони, судові приписи, коментарі, кодекси Грегоріана та Гермогеніана. Зміг звести їх до 2 томів. Заслуга Трибоніана полягає в тому, що він зміг внести чіткість в закон, відкинути несумість у різних законах, скасував застарілі, ще з республіканських часів, норми давньоримського права.